# Dontaye Draper
Dontaye Dominic Draper, (nacido el 10 de agosto de 1984 en Baltimore, Maryland) es un exjugador de baloncesto estadounidense con pasaporte croata. Con 1.81 de estatura, su puesto natural en la cancha era el de base, aunque también podía jugar en la posición de escolta. Jugó en el Real Betis Energía Plus de la Liga ACB hasta que rescindió el club el contrato en febrero de 2018.

## Universidad
Dontaye jugó en la Universidad de Charleston con los Charleston Cougars desde el año 2003 hasta 2007.

## Carrera profesional
Tras pasar por la Universidad de Charleston, jugó para los Sydney Kings donde promedió 14,5 puntos y 5,3 asistencias. Al año siguiente abandonó el club australiano y llegó al Bc Ostende de la liga belga donde terminó la temporada con 11,8 puntos y 4,6 asistencias. Pero donde realmente Draper destacó fue en Croacia, con el Cedevita Zagreb. Bajo su dirección, alcanzó en la temporada 10/11 la Final Four de la Eurocup, promediando 15,1 puntos que le valieron el MVP. Durante el transcurso del verano de 2012, Dontaye firmó finalmente por el Real Madrid de Baloncesto, consiguiendo la Supercopa de España ACB al poco tiempo de su llegada. El 19 de junio de 2013, y frente al Barça Regal, consigue su primera Liga Endesa con el Real Madrid. El 5 de octubre de 2013, conquista su segunda Supercopa de España ACB, de nuevo tras vencer en la final al equipo culé.
El 9 de febrero de 2014 se proclama campeón de la Copa del Rey de Baloncesto tras vencer al F. C. Barcelona con el marcador 76-77.
El día 2 de julio de 2014, Draper firma un contrato de dos años con el Anadolu Efes S.K.

## Trayectoria
- Wallbrook High School (2001-2002)
- College of Charleston (2003-2007)
- Sydney Kings (2007-2008)
- Hyères-Toulon Var Basket (2008)
- Basketball Club Oostende (2008-2009)
- Veroli Basket (2009-2010)
- Cedevita Zagreb (2010-2012)
- Real Madrid (2012-2014)
- Anadolu Efes S.K. (2014-2015)
- Lokomotiv Kuban (2015-2016)
- Real Madrid (2016-2017)
- Real Betis Energía Plus (2017-2018)